# 丹妮拉·席勒
丹妮拉·席勒（Daniela Schiller，1972年10月26日—），以色列神经学家。她在以色列特拉维夫附近的里雄莱锡安长大，1991年参加了以色列陆军，1993年退役，加入过摇滚乐队，做过鼓手。1996年从特拉维夫大学获得精神病学和哲学双学士学位，2004年获认知神经科学博士学位。2004年开始到纽约大学做博士后研究。2010年成为西奈山医学院精神病学和神经学教授。
其主要研究领域是关于情绪控制的神经机制。其博士阶段的研究是在伊娜·维纳的指导下完成的，她探讨了恢复先前被忽略刺激的能力，并发展了相关的动物模型。博士后研究期间，她在伊丽莎白·费尔普斯和约瑟夫·勒杜的指导下做了研究记忆再巩固的实验。实验开始时，她通过将中性视觉刺激和轻度电击关联起来来建立古典条件反射，后来发现在记忆巩固过程中施加新的刺激能够置换恐惧反应。她还研究了人际交往中快速评估他人时情绪系统是如何被募集的。